# Ośrodek żydowski w Trondheim

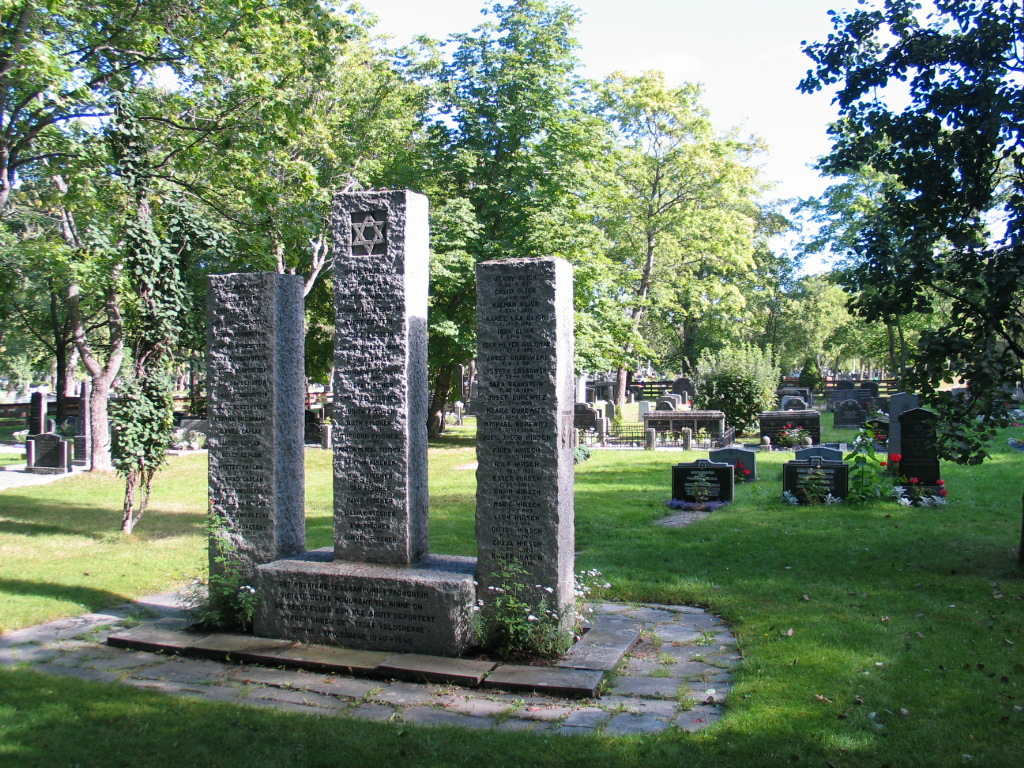
Cmentarz żydowski w Trondheim

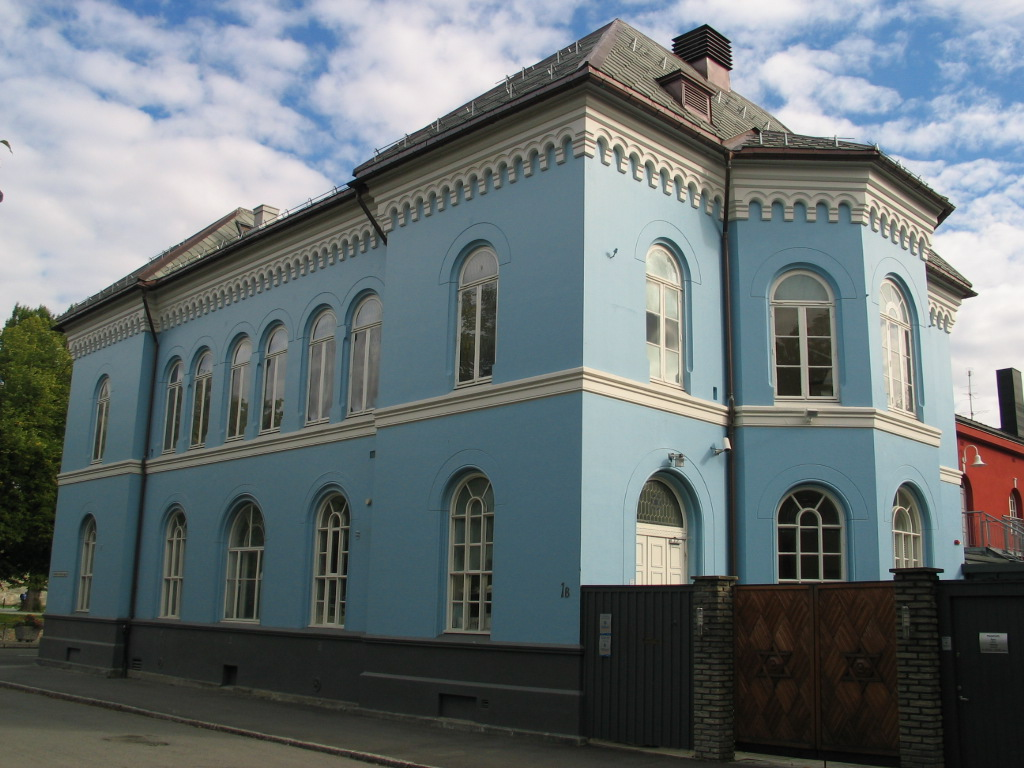
Muzeum żydowskie w Trondheim

W Trondheim istnieje jedyne w Norwegii muzeum żydowskie (norw. Jødisk museum Trondheim) znajdujące się przy Ark. Christies gate 1. Muzeum otwarte w 1997 roku i było darem dla miasta na 1000 rocznicę powstania. Wystawione zdjęcia, ukazują między innymi historię żydówki Cissi Klein, która została zabrana prosto ze szkolnej ławki przez norweską policję i wysłana do Auschwitz-Birkenau.
Znajdująca się w budynku muzeum synagoga, jest najdalej na północ położoną na świecie.